# Alberto Winkler
Alberto Winkler   (Kastelbell-Tschars, 13 de febrer de 1932 - Mandello del Lario, 14 de juny de 1981) fou un remer italià que va competir durant la dècada de 1950.
El 1956 va prendre part en els Jocs Olímpics d'Estiu de Melbourne, on guanyà la medalla d'or en la prova del quatre amb timoner del programa de rem. Formà equip amb Romano Sgheiz, Angelo Vanzin, Franco Trincavelli i Ivo Stefanoni.
En el seu palmarès també destaquen tres medalles al Campionat d'Europa de rem, d'or el 1957 i 1958 en el vuit amb timoner, i de bronze el 1956 en el quatre amb timoner.